# 류마티스인자
류마티스인자(rheumatoid factor, RF)는 류마티스 관절염에서 처음으로 발견된 자가항체이다. IgG의 Fc 부위에 결합하는 항체로 정의된다. 서로 다른 류마티스인자는 IgG Fc 부위의 각기 다른 부분을 인식한다. 류마티스인자와 IgG는 서로 결합하여 면역복합체를 이루는데, 이 면역복합체가 질병 발생에 관여한다.
류마티스인자는 한랭글로불린일 수도 있다.
류마티스인자는 주로 IgM이지만 IgA, IgG, IgE, IgD 등 다른 동형의 면역글로불린인 경우도 있다.

## 검사
채혈관에 혈액을 모아 류마티스인자를 검사하며, 이때 용량은 대개 5mL로 충분하다. 류마티스인자가 존재하는지 알아내기 위해 혈청을 검사한다. 비탁법, 라텍스 응집 검사 등의 여러 방법을 이용할 수 있다. 어떤 형태이든 관절염이 있는 환자에서 류마티스인자를 자주 평가하는데, 결과가 양성인 것은 다른 원인 때문일 수 있고, 결과가 음성이어도 류마티스 관절염을 확실히 배제할 수는 없다. 그러나 검사 결과에 증상과 징후를 함께 고려하면 진단을 내리고 예후를 예측하는 데에 도움이 된다. 이러한 진단적 가치로 인해 류마티스인자 양성 여부는 류마티스 관절염 진단 기준의 일부에 들어가 있다.
한편 혈청 내 류마티스인자가 존재한다는 것은 류마티스 관절염과 관련이 없는 자가면역 활성, 가령 이식 거부 반응이 있다는 뜻일 수도 있다. 이런 경우 류마티스인자는 여러 가지 자가면역의 혈청학적 표지자 역할을 할 수 있다. 류마티스인자 검사의 류마티스 관절염에 대한 민감도는 60 ~ 70%에 그치며 특이도는 78% 정도이다.
류마티스인자는 류마티스 관절염의 분류에 이용되는 2010 ACR/EULAR 분류 기준의 일부이다. 진단을 위해 항시트룰린화단백질항체(ACPA)나 YWHAH(14-3-3n)과 함께 잘 이용된다. 기준값에서의 류마티스인자 양성은 미래의 방사선으로 인한 손상에 대한 예후를 아는 데에도 좋은 인자로도 알려져 있다.

## 해석
높은 류마티스인자 농도는 류마티스 관절염 환자의 80%, 쇼그렌 증후군 환자의 70%에서 나타난다. 검사실마다 약간씩의 차이가 있으나, 높은 농도는 보통 20IU/mL 이상, 1:40 이상, 또는 95백분위수 이상으로 정의된다. 엡스타인-바 바이러스나 파르보바이러스 감염에서도 류마티스인자가 높게 나타날 수 있다. 정상인의 5 ~ 10%에서도 류마티스인자가 높게 검출되기도 하는데, 특히 노인에서 그 비율이 높다.
류마티스인자와 지속적인 활동성 윤활막염, 더 많은 관절의 손상, 최종적인 관절의 장애나 관절염 간에도 관련성이 있다.
류마티스 관절염 외에 류마티스인자가 올라갈 수 있는 질병은 다음과 같다.
- 전신 홍반 루푸스(SLE)[14][15]
- 쇼그렌 증후군[14][15]
- B형 간염, C형 간염,[16] 헤르페스, 인간면역결핍 바이러스(HIV), 그 외 기타 바이러스 감염[15]
- 원발 쓸개관 간경화(PBC)[15]
- 감염성 단핵구증과 만성 바이러스 감염[14]
- 나병[17]
- 유육종증[14]
- 결핵, 매독, 그 외 만성 세균 감염[15]
- 내장 리슈만편모충증[18]
- 말라리아나 다른 기생충 감염[15]
- 암[15]

## 역사
검사에 대해 처음 기술한 것은 1940년 노르웨이의 에릭 왈러(Erik Waaler)였으며, 이후 1948년에 해리 M. 로즈(Harry M. Rose)와 그의 동료들이 다시 기술하였다. 다시 기술된 이유는 제2차 세계 대전으로 인한 불확실성 때문이라고 알려져 있다. 때문에 류마티스인자 검사는 아직 왈러-로즈 검사라고도 불린다.